# Willem Hendrik van den Bos
Willem Hendrik van den Bos, född den 25 september 1896 i Rotterdam, död den 30 mars 1974, var en nederländsk–sydafrikansk astronom. 
van den Bos arbetade först vid Leidenobservatoriet i sitt hemland, men kom till Union Observatory i Sydafrika 1925 och blev dess föreståndare 1941.
Han upptäckte tusentals optiska dubbelstjärnor och genomförde tiotusentals mikrometermätningar av stjärnor för att beräkna ett antal dubbelstjärnors omloppsbana.
Enligt vissa biografiska källor upptäckte han mer än hundra asteroider[källa behövs], men Minor Planet Center tillskriver honom inte några upptäckter av det slaget.

## Eftermäle
Asteroiden 1663 van den Bos är uppkallad efter honom, liksom månkratern van den Bos.